# Anthospermum emirnense
Anthospermum emirnense är en måreväxtart som beskrevs av John Gilbert Baker. Anthospermum emirnense ingår i släktet Anthospermum och familjen måreväxter. Inga underarter finns listade i Catalogue of Life.